# Lough Yganavan and Lough Nambrackdarrig SAC
Lough Yganavan and Lough Nambrackdarrig SAC este o arie protejată (arie specială de conservare — SAC, sit de importanță comunitară — SCI) din Irlanda întinsă pe o suprafață de 271,44 ha, integral pe uscat.

## Localizare
Centrul sitului Lough Yganavan and Lough Nambrackdarrig SAC este situat la coordonatele 52°05′39″N 9°53′05″W / 52.0942°N 9.8848°V.

## Înființare
Situl Lough Yganavan and Lough Nambrackdarrig SAC a fost declarat sit de importanță comunitară în mai 1998 pentru a proteja 1 specie de animale. Situl a fost protejat și ca arie specială de conservare în august 2021.

## Biodiversitate
Situată în ecoregiunea atlantică, aria protejată conține 2 habitate naturale: Dune fixe decalcificate atlantice (Calluno-Ulicetea), Ape oligotrofe din câmpii nisipoase, cu un conținut foarte redus de minerale (Littorelletalia uniflorae).
La baza desemnării sitului se află o specie protejată de  nevertebrate: Geomalacus maculosus.
Pe lângă speciile protejate, pe teritoriul sitului au mai fost identificate 1 specie de amfibieni.